# El juguete rabioso (novela)

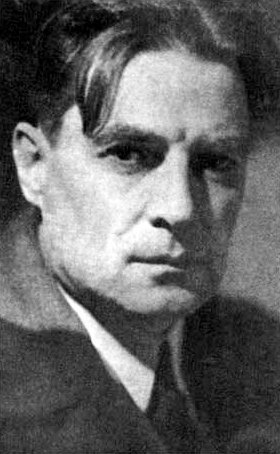
Roberto Arlt, autor de la novela.

El juguete rabioso es la primera novela del escritor argentino Roberto Arlt, publicada en el año 1926 por la Editorial Latina. Roberto Arlt es el exponente más destacado del Grupo de Boedo, escritores que publicaban en la Editorial Claridad y se reunían en el Café El Japonés. Los manuscritos de esta obra datan de la década de 1920 y fueron bosquejados por Arlt en las argentinas Sierras de Córdoba, en una época en la cual su mujer, Carmen, atacada por una complicada tuberculosis, debe instalarse en esas geografías para intentar una difícil mejoría. Arlt, en tanto acompaña a su esposa e invierte una considerable suma de dinero en negocios que no fructifican, hace nacer a El juguete rabioso.
Ya de regreso en Buenos Aires, Arlt trata de publicar esta novela en la colección "Los Nuevos", de la editorial Claridad, pero a Elías Castelnuovo, asesor de la colección, no le gusta el libro. Es entonces cuando los azares del destino lo acercan a Ricardo Güiraldes de quien se hace secretario y amigo, quien, luego de escuchar las lecturas del libro, alienta a Arlt a continuar buscando editorial. Arlt pensaba llamar a esa primera novela La vida puerca, sin embargo Güiraldes le recomendó (por lo que hoy llamaríamos mercadeo) un nombre menos violento para la gente de entonces, de allí La vida puerca pasó a ser titulada (con cierto tono surrealista y a la vez expresionista)   El juguete rabioso.

## Estructura
La novela está dedicada a su amigo Ricardo Güiraldes.
Esta pareciera ser la más autobiográfica de sus obras.[cita requerida] La novela está situada en los barrios bajos de Buenos Aires, es narrada en primera persona, y su denominador común es el fracaso invariable del personaje protagonista y narrador, Silvio Astier, en la concreción de cualquiera de los proyectos que emprende. El libro se divide en cuatro capítulos independientes entre sí.
- Los ladrones

En este primer capítulo, Silvio, influido por la lectura bandoleresca y su deplorable condición social, funda con otros dos adolescentes el «Club de los Caballeros de la Media Noche», que se dedica a pequeños robos en el barrio. Luego de un fracaso, el Club paraliza sus actividades.
- Los trabajos y los días

Silvio, luego de mudarse de barrio, consigue trabajo como dependiente de librería y pasa a vivir a la casa de don Gaetano, su patrón. Allí asiste a escenas de terrible mezquindad y sufre diversas humillaciones. Al fin intenta quemar la librería en que trabaja, pero fracasa y entonces deja el puesto.
- El juguete rabioso

Silvio intenta ingresar en la Escuela de Aviación como aprendiz de mecánico. Primero lo aceptan, incluso sorprendidos de su brillantez, pero luego, repentinamente, lo dan de baja, porque no necesitan «personas inteligentes, sino brutos para el trabajo». Enseguida Silvio vive una extraña aventura con un homosexual en una miserable habitación de hotel. A la salida, compra un revólver e intenta suicidarse, pero también fracasa.
- Judas Iscariote

El protagonista, algo mayor, ha pasado a ser corredor de papel, oficio que le parece tan vil y humillante como los anteriores que ejerció, a pesar de estar de mejor ánimo que en los capítulos anteriores. Encuentra a uno de sus compañeros del «Club de los Caballeros de la Media Noche», convertido en agente de investigaciones y «regenerado» en la lucha por la vida. Silvio se hace amigo del Rengo, individuo marginal, que trabaja como cuidador de carros en la feria de Flores. Este cuenta al joven su proyecto de robo en la casa del ingeniero Vitri, patrón de su amante. Silvio acepta participar en la empresa, pero pronto comienza a pensar en la posibilidad de delatarlo. Cediendo a esta idea, va a ver a Vitri y delata al Rengo, este es arrestado, y Silvio tiene una conversación final con Vitri, en la que le habla de lo maravilloso de estar vivo, y le comunica que desea marcharse al sur del país.
En la novela el autor nunca se adentra en los rasgos sociales, físicos o psicológicos de sus personajes. Todas las explicaciones están dadas por la acción misma, por el relato de los hechos, y por breves descripciones físicas y de lugares.

## Adaptaciones cinematográficas
El juguete rabioso ha sido llevada al cine en dos ocasiones: por José María Paolantonio y Aníbal Di Salvo en 1984 y por Javier Torre en 1998.
Sobre la primera versión, Alicia Aisemberg dijo que la película «intenta plasmar a través la imagen fílmica la escritura de Arlt (...) Algunos recursos son: el silencio y el estatismo de los planos, la voz en "off" para representar el monólogo de Astier, [y] una puesta en escena que transcurre en espacios sucios y miserables que muestran una realidad inmunda».
Con respecto a la versión de 1998, el crítico del Clarín, Rafael Granado, dijo que se trata de «una traslación respetuosa, sentida, fiel al original (salvo modificaciones mínimas), en la que se advierte la admiración -por lo demás, confesada en más de una ocasión- del director hacia el notable escritor».